# Sagramor

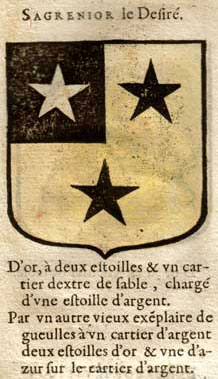
Blason de Sagramor.

Sagramor ou Sagremor est un personnage de la légende arthurienne, chevalier de la Table Ronde dans les romans de Chrétien de Troyes. Il apparaît dans Érec et Énide, Cligès ou la Fausse Morte, Yvain ou le Chevalier au Lion et Perceval ou le Conte du Graal. On le trouve également dans d'autres contes arthuriens, comme Le Livre de Caradoc, Perlesvaus, le Lancelot-Graal ou Le Morte d'Arthur.
Chrétien en fait le petit-fils de l'empereur Adrien de Constantinople. Il est souvent appelé « Sagramor le Desrée » à cause de sa démesure et de son impétuosité. Mais on le surnomme aussi le Frénétique (Cligès), le Déréglé (Perceval, Caradoc) ou l'Impétueux (Perlesvaus).
Dans Yvain ou le Chevalier au Lion où il assiste au repas de Pentecôte à Carduel à la cour du roi Arthur.